# Castillo miliar 8
El castillo miliar 8 (West Denton) fue un castillo miliar del Muro de Adriano. Sus restos se encuentran en lo que hoy es West Denton, Newcastle upon Tyne.  El castillo miliar tiene dos torretas asociadas que se conocen como torreta 8A y torreta 8B. Las torretas y el castillo miliar se excavaron en la década de 1920, y en ellos se encontraron algunas cerámicas y tallas de piedra, pero desde entonces han estado cubiertas por carreteras modernas. La ubicación exacta de las estructuras es controvertida, ya que la carretera oculta cualquier rastro en superficie.

## Construcción
Existe cierta controversia sobre la ubicación exacta, ya que un estudio de 1929 lo situaba a 1487,7 m al este del castillo miliar 9, y la historiadora Madeleine Hope Dodds afirmaba en 1930 que estaba a 1464,9 m del mismo castillo miliar.  La Ordnance Survey utiliza un promedio de estas posiciones en su cartografía.  El emplazamiento del castillo miliar 8 ha quedado enterrado bajo la carretera A69.

## Excavaciones e investigaciones
El castillo miliar fue excavado en 1928, cuando estaba situado en una colina natural. En las excavaciones se descubrieron cerámicas y otros hallazgos, pero no se encontraron restos estructurales del conjunto. Es posible que los restos del castillo miliar desaparecieran debido a los ladrones de piedras.
Las excavaciones realizadas cerca del yacimiento han descubierto dos «cabezas celtas» talladas en piedra, posiblemente representativas de las religiones celtas locales o importadas de Europa por una unidad de auxilia. Las cabezas fueron descubiertas en 1969 y 1980.

## Torretas asociadas
Cada castillo miliar del Muro de Adriano tenía dos torretas asociadas. Estas torretas estaban situadas aproximadamente a un tercio y dos tercios de una milla romana al oeste del castillo, y probablemente habrían estado a cargo de la guarnición del mismo. Las torretas asociadas con el castillo miliar 8 se conocen como Torreta 8A y Torreta 8B.

### Torreta 8A
La torreta 8A (West Denton) fue localizada en 1929 a partir de hallazgos de cerámica y huellas de ocupación en una ubicación 477 m al oeste del castillo miliar 8. Se encuentra bajo una carretera moderna y no hay restos visibles. Sin embargo, los informes de campo no coinciden con la posición de la 8A dada por Madeleine Hope Dodds, y la Ordnance Survey da una posición distinta.
Ubicación según la Ordnance Survey: 54°59′17″N 1°42′28″O / 54.987926, -1.707661

### Torreta 8B
La torreta 8B (Union Hall) se investigó en 1929 y se situó a 486,5 m al oeste, lo que la sitúa a 501,1 m al este del castillo miliar 9, aunque las fuentes de la época no coinciden en este punto. Cuando se excavó, la carretera de la época discurría junto a la torreta, y se descubrió que el muro sur, de 6 m de longitud y con una puerta en él, tenía dos hileras de piedra. La carretera fue reubicada posteriormente y ahora se encuentra sobre el yacimiento, sin dejar ningún rastro visible de la torreta.
Ubicación según la Ordnance Survey: 54°59′21″N 1°42′53″O / 54.989291, -1.714684

## Registro de monumentos
| Monumento         | Código de Monumento | Código del Historic England Archive |
| Castillo miliar 8 | 22653               | NZ 16 NE 2                          |
| Torreta 8A        | 22656               | NZ 16 NE 3                          |
| Torreta 8B        | 22659               | NZ 16 NE 4                          |